# Козлівка (Терновський район)
Козлівка (рос. Козловка) — село у Терновському районі Воронезької області Російської Федерації.
Населення становить 1915 осіб. Входить до складу муніципального утворення Козловське сільське поселення.

## Історія
Населений пункт розташований у межах історичного регіону Чорнозем'я.
Від 1929 року належить до Терновського району, спочатку в складі Центрально-Чорноземної області, а від 1934 року — Воронезької області.
Згідно із законом від 15 жовтня 2004 року входить до складу муніципального утворення Козловське сільське поселення.

## Населення
| 1959  | 1979  | 2010  | 2012  | 2013  | 2014  | 2015  |
| ----- | ----- | ----- | ----- | ----- | ----- | ----- |
| 6005  | ↘4911 | ↘2385 | ↘2312 | ↘2249 | ↘2175 | ↘2098 |
| 2016  | 2017  | 2018  |       |       |       |       |
| ↘2037 | ↘1977 | ↘1915 |       |       |       |       |